# Pintor de Marsias

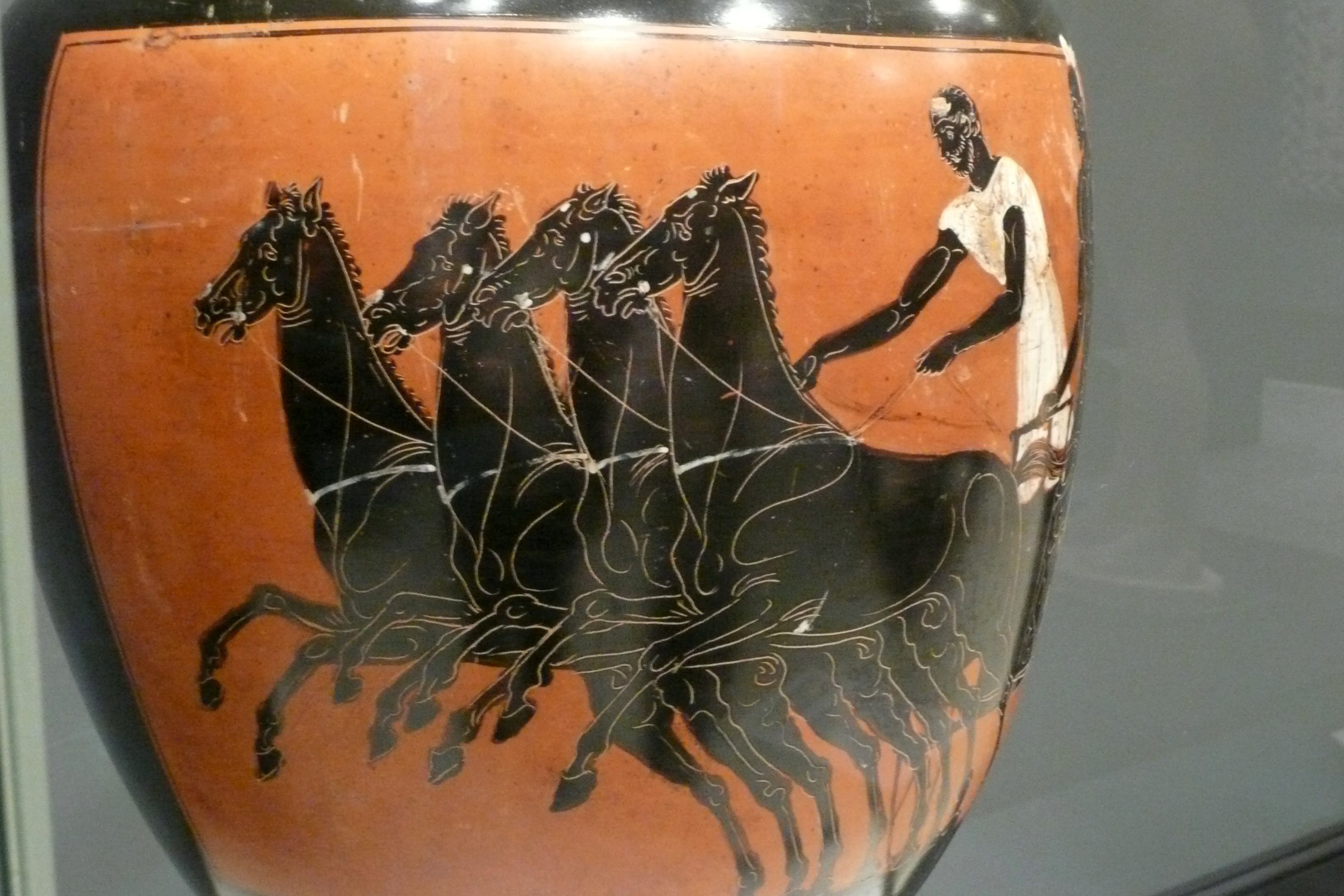
Ánfora panatenaica, Malibú Museo J. Paul Getty.

El Pintor de Marsias fue un pintor de vasos de cerámica ática de figuras rojas Sus obras están fechadas entre 370 y 340/330 a. C.
Fue quizás el mejor pintor ático de vasos de figuras rojas de la segunda mitad del siglo IV a. C. en el llamado estilo Kerch. Obtuvo su nombre convenido de la representación de Marsias en una pélice, que hoy se encuentra en el Museo del Hermitage de San Petersburgo. Actualmente se le atribuyen 13 obras de figuras rojas. Entre ellas se incluyen principalmente vasos más grandes como los lébetes gámicos, pélices, hidrias y lecánides. Hace solo unos años, al pintor Marsias se le asignaron diez ánforas panatenaicas, lo que permite una nueva evaluación.
Representaba temas mundanos de las mujeres y escenas cotidianas, así como motivos mitológicos. Pintaba figuras armoniosas y a la vez monumentales, su pincelada da testimonio de confianza. Es un maestro de la representación espacial y juega con el escorzo y la contracción, que causa efectos estatuarios. Las telas y las prendas de vestir son ricas en detalles y volumen. Su obra maestra es un lebes gámico expuesto en el Hermitage, que fue encontrado en Kerch. Aquí muestra las epaúlia, la fiesta de la esposa recién casada. En un pélice con Peleo y Tetis  muestra quizás el mejor estudio del desnudo femenino en la pintura griega de vasos. A menudo utiliza colores adicionales como el blanco y el oro, pero con moderación. Panos Valavanis lo equiparó con el Pintor de Eleusis.